# Acétate de calcium
« E263 » redirige ici. Pour les autres significations, voir E263 (homonymie).
L’acétate de calcium est le sel de calcium de l'acide acétique. Il est fortement hygroscopique et on manipule habituellement son monohydrate.
Il est utilisé comme conservateur alimentaire en pâtisserie sous le numéro E263.

## Dénominations
Acétate gris, acétate citronné, sel de calcium du vinaigre.

## Occurrence naturelle
On ne connaît pas l'acétate de calcium comme minéral. La calclacite — chlorure d'acétate de calcium pentahydraté — est répertorié comme  minéral, mais sa formation  est probablement anthropique et pourrait bientôt être éliminé de la liste

## Production
L'acétate de calcium peut être préparé  par réaction  du carbonate de calcium (que l'on trouve dans les coquilles d'œufs ou dans les roches carbonatées courantes telles que le calcaire ou le marbre) ou de la chaux hydratée avec l'acide acétique :
CaCO3(s) + 2CH3COOH(aq) → Ca(CH3COO)2(aq) + H2O(l) + CO2(g)
Ca(OH)2(s) + 2CH3COOH(aq) → Ca(CH3COO)2(aq) + 2H2O(l)

## Utilisations
Dans les maladies rénales, les taux sanguins de phosphate peuvent augmenter (appelée hyperphosphatémie) entraînant des problèmes osseux. L'acétate de calcium fixe le phosphate dans l'alimentation pour abaisser les niveaux de phosphate dans le sang.
L'acétate de calcium est utilisé comme additif alimentaire, comme stabilisant, tampon et séquestrant, principalement dans les produits de confiserie sous le numéro E263.
Le tofu est traditionnellement obtenu en coagulant du lait de soja avec du sulfate de calcium. L'acétate de calcium s'est avéré être une meilleure solution ; étant soluble, il nécessite moins d'habileté et une plus petite quantité.
Parce qu'il est peu coûteux, l'acétate de calcium était autrefois un matériau de départ commun pour la synthèse de l'acétone avant le développement du processus au cumène, :
Ca(CH3COO)2 → CaCO3(s) + (CH3)2CO
Une solution saturée d'acétate de calcium dans l'alcool forme un gel semi-solide et inflammable.